# Les Fantômes de Goya
Pour les articles homonymes, voir Goya.
Pour plus de détails, voir Fiche technique et Distribution.
Les Fantômes de Goya (Goya's Ghosts), ou Goya et ses fantômes au Québec, est un film américano-espagnol réalisé par Miloš Forman et sorti en 2006.
L'histoire, à l'exception d'un cadre historique librement interprété, est une fiction. Ines Bilbatúa et le frère Lorenzo n'ont jamais existé.

## Synopsis
Le film débute quelques jours après la décapitation de Louis XVI. En 1792, l'Espagne échappe encore aux bouleversements de la Révolution française. Francisco Goya (Stellan Skarsgård) est un peintre renommé qui, entre autres, fait des portraits pour la famille royale en tant que peintre officiel de la cour.
Les caciques de l'Inquisition espagnole sont perturbés par une partie de son travail mais le frère Lorenzo Casamares (Javier Bardem), qui a embauché Goya pour peindre son portrait, le défend devant l'institution, ses peintures se contentant de décrire le Mal. Il recommande par ailleurs le renforcement de l'action de l'Inquisition contre les pratiques anticatholiques et en est finalement chargé.
En posant pour Goya, Casamares le questionne sur un portrait d'une très belle jeune femme : il s'agit d'Inés Bilbatua (Natalie Portman), fille d'un riche marchand de la région, Tomás Bilbatua. Inés est repérée par des enquêteurs de l'Inquisition dans une taverne. Elle est rapidement convoquée devant le tribunal du Saint-Office de l'Inquisition et est accusée de judaïser en pratiquant en cachette des rituels juifs parce qu'elle n'a pas mangé de porc à la taverne. Incrédule devant une telle absurdité, elle se défend en mentionnant qu'elle n'aime simplement pas cette viande. Malgré cela, Inés est mise à la question et torturée par estrapade. Elle, évidemment, avoue tout ce qu'on lui demande d'avouer et est emprisonnée.
Tomás Bilbatua (José Luis Gómez), le père d'Inés, sachant que Goya travaille pour Casamares, demande à celui-là d'interférer auprès de l'inquisiteur. Casamares rend visite à Inés en prison, lui fait croire qu'il va l'aider en passant des messages à sa famille, lui propose de prier de concert mais, porté par son désir, viole Inés. Casamares et Goya sont conviés à dîner chez Tomás Bilbatua car celui-ci veut obtenir la clémence des inquisiteurs en leur faisant un don conséquent. Casamares informe la famille du crime de leur fille et mentionne qu'il sait également qu'un de leurs ancêtres était un juif converti; Bilbatua confirme cela, mais aussi qu'il est le seul à le savoir dans la famille. Le sujet de la "Question" est ensuite abordé et son efficience est défendue par Casamares : il affirme que, si l'accusé est vraiment innocent, Dieu lui donnera la force de nier sa culpabilité et donc qu'une personne qui avoue est forcément coupable. Bilbatua le contredit en affirmant que n'importe qui avouerait n'importe quoi sous la torture ; Goya est d'accord.
Pour le prouver, Bilbatua rédige une déclaration dans laquelle Casamares avoue être un singe et, avec l'aide de ses fils, ne le laisse pas partir à moins qu'il accepte de la signer. Goya plaide en faveur de Casamares mais doit quitter la maison. L'inquisiteur Casamares est soumis à l'estrapade et, rapidement, il avoue et accepte de signer la déclaration. Bilbatua, tout en lui remettant une importante quantité d'or, promet à Casamares de détruire le document lorsque Inés aura été libérée. Lorenzo Casamares plaide en faveur d'Inés Bilbatua devant sa hiérarchie mais le Grand Inquisiteur, le Père Gregorio (Michael Lonsdale), tout en acceptant l'argent, refuse de la libérer puisqu'elle a avoué. Casamares se rend de nouveau en prison où, lui faisant croire qu'elle va être libérée bientôt, il viole Inés.
N'ayant plus de nouvelles de sa fille, Tomás Bilbatua porte le document à l'attention du roi Charles IV (Randy Quaid), qui en est amusé et qui promet d'aider les Bilbatua. Casamares est désormais une source d'embarras pour l'Église espagnole qui l'arrête et le juge ; il arrive cependant à s'enfuir. L'Église brûle publiquement son effigie et, en l'occurrence, son portrait par Goya.
Quinze années ont passé: Goya, devenu sourd, est au faîte de son art et l'armée napoléonienne a envahi l'Espagne, aboli l'Inquisition et libéré les prisonniers de celle-ci. Casamares, qui avait fui vers la France où il avait été séduit par les idées de la Révolution, revient avide de pouvoir: il est même devenu procureur général et doit instruire ses anciens coreligionnaires de l'Inquisition. Le Grand Inquisiteur, le Père Gregorio, est ainsi condamné à mort.
Inés, qui a été libérée après quinze années de geôle, a donné naissance à une fille en prison et a quelque peu perdu la raison. Après avoir découvert que toute sa famille a été tuée, elle demande à Goya de l'aider pour retrouver son enfant qui lui avait été enlevée et dont le père est Lorenzo Casamares, ce qui embarrasse celui-ci puisqu'il est marié mais aussi quant à sa position sociale: il envoie Inés dans un asile d'aliénés. Casamares arrive à retrouver la trace de la fille d'Inés dans un orphelinat : elle se nomme Alicia et s'est enfuie plusieurs années auparavant.
Dans un jardin public, Goya tombe par hasard sur une femme nommée Alicia (Natalie Portman) qui ressemble fortement à Inés et qui se livre à la prostitution. Il en informe Casamares et celui-ci, pour se protéger, va proposer à Alicia de lui payer son exil aux États-Unis, ce qu'elle refuse. Goya retrouve Inés et la libère. Casamares procède à l'arrestation d'un groupe de prostituées dans une auberge, dont Alicia, pour les déporter vers l'Amérique. Inés trouve un bébé abandonné et, dans son délire, croit qu'il s'agit de sa propre fille perdue.
Les Britanniques envahissent à leur tour l'Espagne, battent les troupes françaises avec l'aide de la population espagnole ; rétablissent la royauté et libèrent les inquisiteurs, dont le père Gregorio. Le groupe de prostituées se retrouve également libre. Alicia se fait remarquer par un officier britannique. Casamares, en fuite, est arrêté et est ensuite condamné à mort par l'Église et le père Gregorio. Sur l'échafaud, Casamares aperçoit sa fille Alicia au bras d'un officier et Inés dans la foule ; Goya croque une esquisse de la scène. Casamares est garrotté. Alors qu'un chariot emmène la dépouille de Casamares, Inés l'accompagne en lui tenant la main ; Goya suit ce petit cortège.

## Fiche technique
- Titre français : Les Fantômes de Goya
- Titre québécois : Goya et ses fantômes
- Titre original : Goya's Ghosts
- Réalisation : Miloš Forman
- Scénario : Miloš Forman et Jean-Claude Carrière
- Musique : Varhan Orchestrovich Bauer
- Photographie : Javier Aguirresarobe
- Montage : Adam Boome
- Montage son : Mikaël Barre
- Costumes : Yvonne Blake
- Direction artistique : Patrizia von Brandenstein
- Production : Saul Zaentz
- Sociétés de production : The Saul Zaentz Company, Kanzaman, Antena 3 Televisión et Xuxa Producciones S.L.
- Distribution : Warner Bros. (Espagne), The Samuel Goldwyn Company (États-Unis), Studiocanal (France)
- Pays d'origine :  États-Unis,  Espagne
- Langues originales : anglais, espagnol
- Durée : 114 minutes
- Format : couleur - 1,85:1 - Dolby SRD-DTS
- Genre : drame biographique, film historique
- Dates de sortie : 
  - Espagne : 8 novembre 2006
  - États-Unis : 20 juillet 2007
  - France : 25 juillet 2007
  - Québec : 7 septembre 2007[1]

## Distribution
- Natalie Portman (VF : Barbara Beretta) : Inés / Alicia

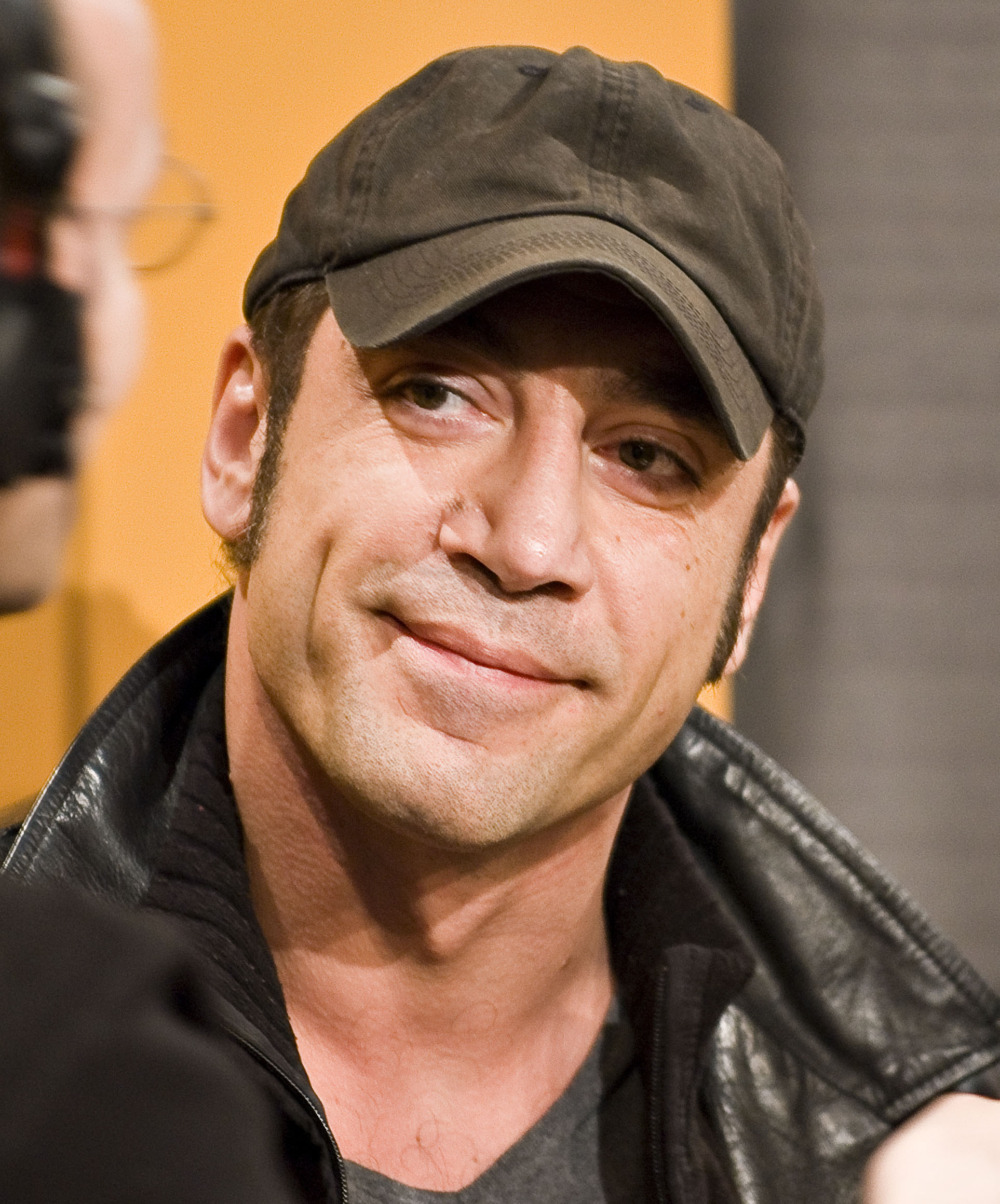
L'acteur espagnol Javier Bardem dans son premier rôle hollywoodien majeur, ici à la Berlinale 2007.

- Javier Bardem (VF : Marc Alfos) : le père Lorenzo Casamares
- Stellan Skarsgård (VF : Dominique Collignon-Maurin) : Francisco Goya
- Michael Lonsdale (VF : lui-même) : l'inquisiteur général, le père Gregorio
- Jose Luis Gomez : Tomás Bilbatúa, le père d'Ines
- Randy Quaid (VF : Gabriel Le Doze) : le roi Charles IV
- Blanca Portillo (VF : Denise Metmer) : la reine Marie-Louise de Bourbon-Parme
- Mabel Rivera (en) : María Isabel Bilbatúa, la mère d'Ines
- Unax Ugalde (VF : Xavier Béja) : Ángel Bilbatúa, un frère d'Ines
- Fernando Tielve : Álvaro Bilbatúa, un frère d'Ines
- Jack Taylor : Chamberlain
- Julian Wadham : Joseph Bonaparte
- David Calder (VF : Richard Leblond) : le moine #1
- Frank Baker (VF : Bernard Alane) : le moine #2
- Ramón Langa (es) (VF : José Luccioni) : le moine en capuche du saint-office
- Andrés Lima (VF : Jacques Bouanich) : le moine confisquant le tableau
- Emilio Linder (VF : Constantin Pappas) : l'ecclésiastique #1
- Carlos Bardem (es) : un colonel français
- Concha Hidalgo (VF : Claude Chantal) : la proxénète d'Alicia

## Production
Le tournage a lieu du 5 septembre 2005 au 9 décembre 2005. Il se déroule notamment au palais de l'infant don Luisà Boadilla del Monte.

## Autour du film
- Le personnage de Lorenzo est peut-être inspiré par la figure réelle de Juan Antonio Llorente, qui fut secrétaire général de l'Inquisition espagnole à la fin du XVIIIe siècle et en écrivit une histoire : Histoire critique de l'Inquisition d'Espagne.
- Le générique de début, avec la présence de Michael Lonsdale dans un rôle de père supérieur, entouré de moines inquiets, renvoie au film à succès de Jean-Jacques Annaud, Le Nom de la rose (daté de 1986), d'après le roman éponyme de Umberto Eco.
- Miloš Forman et Jean-Claude Carrière ont déjà travaillé ensemble, avec les mêmes fonctions respectives, pour Valmont (1989), l'adaptation des Liaisons dangereuses de Choderlos de Laclos.